# Funzione convessa

Una funzione convessa: presi due punti del grafico, il segmento che li congiunge si trova al di sopra della funzione

In matematica, una funzione {\displaystyle f(x)} a valori reali definita su un intervallo si dice convessa se il segmento che congiunge due qualsiasi punti del suo grafico si trova al di sopra del grafico stesso. Per esempio, sono funzioni convesse la funzione quadratica {\displaystyle f(x)=x^{2}} e la funzione esponenziale {\displaystyle f(x)=e^{x}}.
Le funzioni convesse sono di notevole importanza in molte aree della matematica. Per esempio, sono importanti nei problemi di ottimizzazione, e sono tra le più studiate nel calcolo delle variazioni. In analisi e nella teoria della probabilità, sono le funzioni per cui vale la disuguaglianza di Jensen.
Il concetto opposto a quello di funzione convessa è quello di funzione concava, ossia di una funzione in cui il segmento che congiunge due qualsiasi punti del grafico si trovi al di sotto del grafico stesso. Una funzione {\displaystyle f(x)} è concava se il suo opposto {\displaystyle -f(x)} è una funzione convessa.

## Definizione

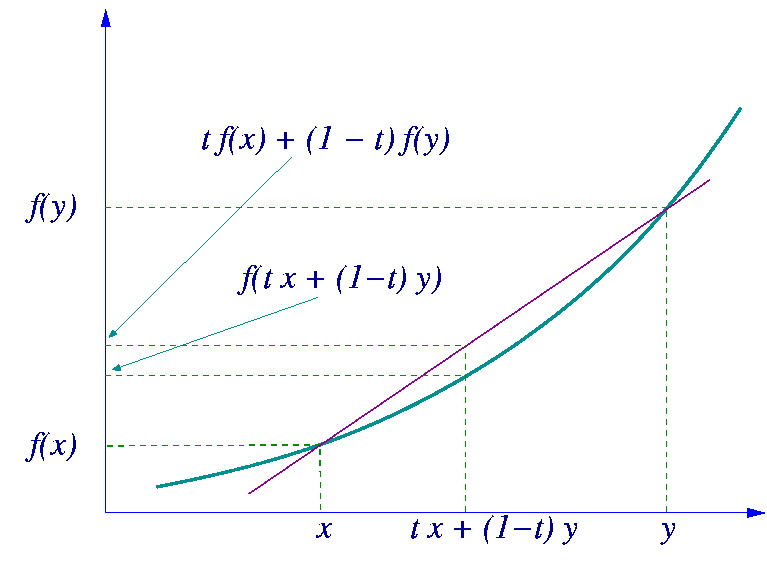
Spiegazione grafica della convessità di

Una funzione {\displaystyle f\colon I\to \mathbb {R} } a valori reali, definita su un intervallo {\displaystyle I} (o, più in generale, su un sottoinsieme convesso di uno spazio vettoriale reale), si dice convessa nel suo dominio se:
{\displaystyle f(\lambda x+(1-\lambda )y)\leq \lambda f(x)+(1-\lambda )f(y),\qquad \forall x,y\in I,\quad \forall \lambda \in [0,1].}
Se l'uguaglianza vale solo nel caso in cui {\displaystyle x=y} oppure se {\displaystyle \lambda =0} o {\displaystyle \lambda =1}, allora si parla di funzione strettamente convessa.
Equivalentemente, {\displaystyle f} si dice convessa se:
{\displaystyle f(\lambda x+(1-\lambda )y)\geq \lambda f(x)+(1-\lambda )f(y),\qquad \forall x,y\in I,\quad \forall \lambda \in (-\infty ,0]\cup [1,+\infty ).}
Nel caso in cui {\displaystyle f} sia funzione di una sola variabile, detto {\displaystyle I=(a,b)}, è possibile utilizzare la scrittura equivalente:
{\displaystyle {\frac {f(x)-f(y)}{x-y}}\leq {\frac {f(t)-f(x)}{t-x}},\qquad a<y<x<t<b.}
Si dimostra inoltre che se una funzione è convessa in un intervallo {\displaystyle I} aperto, allora è continua in {\displaystyle I}. La funzione risulta inoltre lipschitziana in ogni intervallo chiuso contenuto in {\displaystyle I} ed i cui estremi non coincidono con gli estremi di {\displaystyle I}.

### Convessità in più variabili
Una funzione differenziabile {\displaystyle f\colon A\to \mathbb {R} } si dice strettamente convessa con parametro {\displaystyle m>0} se per ogni coppia di punti {\displaystyle x,y\in A} del dominio si ha::
{\displaystyle (\nabla f(x)-\nabla f(y))^{T}(x-y)\geq m\|x-y\|_{2}^{2}.}
Se {\displaystyle f\colon A\to \mathbb {R} } ha derivate parziali seconde continue, allora {\displaystyle f} è convessa se e solo se la matrice hessiana {\displaystyle Hf(x)} è semidefinita positiva in ogni punto {\displaystyle x\in A}, ed è strettamente convessa se {\displaystyle Hf(x)} è definita positiva in ogni punto {\displaystyle x\in A}.

### Altre definizioni
Una funzione {\displaystyle f} in {\displaystyle I} è convessa:

L'epigrafico di una funzione convessa è un insieme convesso

- Se e solo se il rapporto incrementale:

{\displaystyle R_{f}(x,y)={\frac {f(y)-f(x)}{y-x}}}
è crescente in entrambe le variabili.
- Solo se per ogni {\displaystyle x,y\in I} si ha:

{\displaystyle f\left({\frac {x+y}{2}}\right)\leq {\frac {f(x)+f(y)}{2}}.}
Tale fatto deriva direttamente dalla definizione ponendo {\displaystyle \lambda =1/2}. L'implicazione inversa può essere affermata se {\displaystyle f} è anche continua in {\displaystyle I}, esclusi eventualmente gli estremi se {\displaystyle I} è un intervallo, oppure se è superiormente limitata in {\displaystyle I}, oppure se è misurabile in {\displaystyle I} secondo Lebesgue.
- Se e solo se l'epigrafico di {\displaystyle f} è un sottoinsieme convesso del piano, dove l'epigrafico di una funzione è l'insieme:

{\displaystyle \operatorname {epi} f=\left\{(x,y)\in I\times \mathbb {R} :y\geq f(x)\right\}.}
In alcuni articoli la definizione di funzione convessa si basa su questo criterio, che però non è equivalente alla definizione oggi comunemente usata:
- Una funzione è convessa se e solo se ha derivata destra e derivata sinistra definite su {\displaystyle I}, crescenti, con {\displaystyle f'_{-}\leq f'_{+}.}
- Se una funzione è derivabile in {\displaystyle I,} allora è convessa se e solo se {\displaystyle f'(x)} è crescente. In particolare, funzioni derivabili due volte sono convesse se e solo se per ogni {\displaystyle x\in I} si ha {\displaystyle f''(x)\geq 0.}

## Disuguaglianza di Jensen
Uno dei principali teoremi riguardanti le funzioni convesse è la disuguaglianza di Jensen. Sia {\displaystyle (\Omega ,{\mathfrak {F}},\mu )} uno spazio di misura, tale che {\displaystyle \mu (\Omega )=1}. Se {\displaystyle g} è una funzione integrabile da {\displaystyle \Omega } a valori reali, e {\displaystyle \varphi } è una funzione convessa sull'immagine di {\displaystyle g}, allora:
{\displaystyle \varphi \left(\int _{\Omega }g\,d\mu \right)\leq \int _{\Omega }\varphi \circ g\,d\mu .}